# Ponte Internacional Valença-Tui
Die Ponte Internacional (port., galiz.) oder Puente Internacional (span.), eingedeutscht Internationale Brücke, auch Ponte Rodo-Ferroviária de Valença, Ponte de Valença oder Puente de Tuy, ist eine 318 Meter lange Gitterträgerbrücke über den portugiesisch-spanischen Grenzfluss Minho. Die Brücke verbindet die beiden Städte Valença (Portugal) und Tui (Spanien). Sie wurde in den Jahren 1882 bis 1884 errichtet, 1885 eröffnet und dient sowohl dem Straßen- wie Eisenbahnverkehr.
Um die Brücke von der benachbarten, 1993 eröffneten Autobahnbrücke der A3/A55 zu unterscheiden, wird diese inzwischen auch häufig „alte Internationale Brücke“ (Antiga Ponte Internacional oder Ponte Vella Internacional) genannt.

## Beschreibung
Der Überbau der Brücke besteht aus einem eisernen Gitterträger und wird von fünf im Fluss stehenden Pfeilern getragen. Die 318 Meter lange Brücke besitzt zwei Ebenen; die untere 6,5 Meter breite ist für den Straßenverkehr, die obere für den Schienenverkehr. Über die Brücke führt von portugiesischer Seite aus die Straße Avenida de Espanha, von spanischer Seite die Avenida de Portugal, die jeweils als N-13 (Portugal) bzw. N-550 (Spanien) im jeweiligen Straßennetz nummeriert sind. Im Jahr 2004 fuhren im Durchschnitt 5569 Fahrzeuge pro Tag über die Brücke.
Die nicht elektrifizierten Gleise über die Brücke gehören zum Abzweig Ramal Internacional der Linha do Minho, der Eisenbahnstrecke Porto–Valença(–Monção). Derzeit fahren vier Nahverkehrszugpaare pro Tag über die Brücke, mit Stand Dezember 2013 gibt es keinen Güterverkehr.
Die Brücke ist heute gemeinsames Eigentum des portugiesischen Staatsunternehmens Infraestruturas de Portugal sowie der spanischen Staatsunternehmen Administrador de Infraestructuras Ferroviarias und Dirección General de Carreteras.

## Geschichte

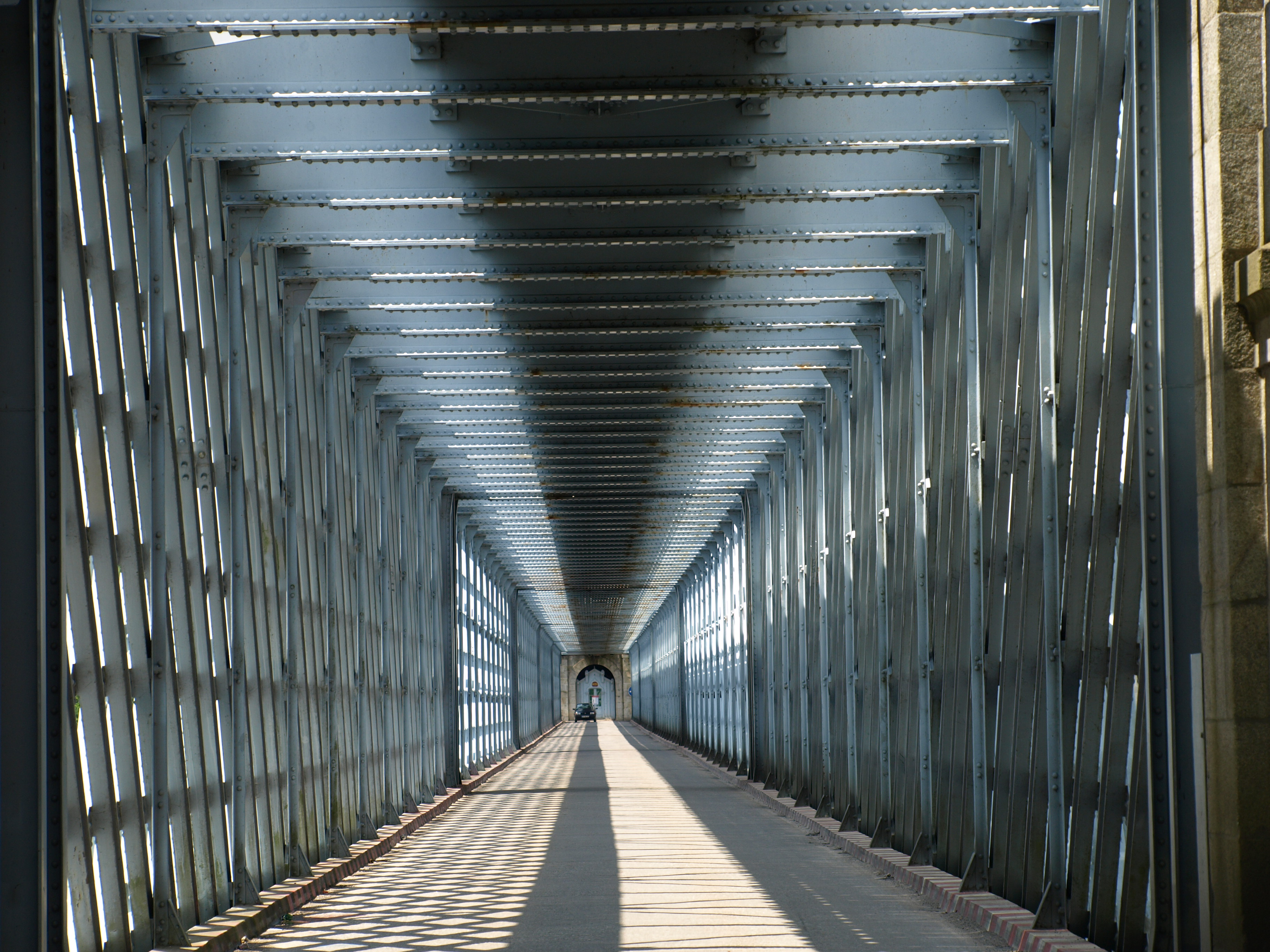
Straßenebene der Brücke

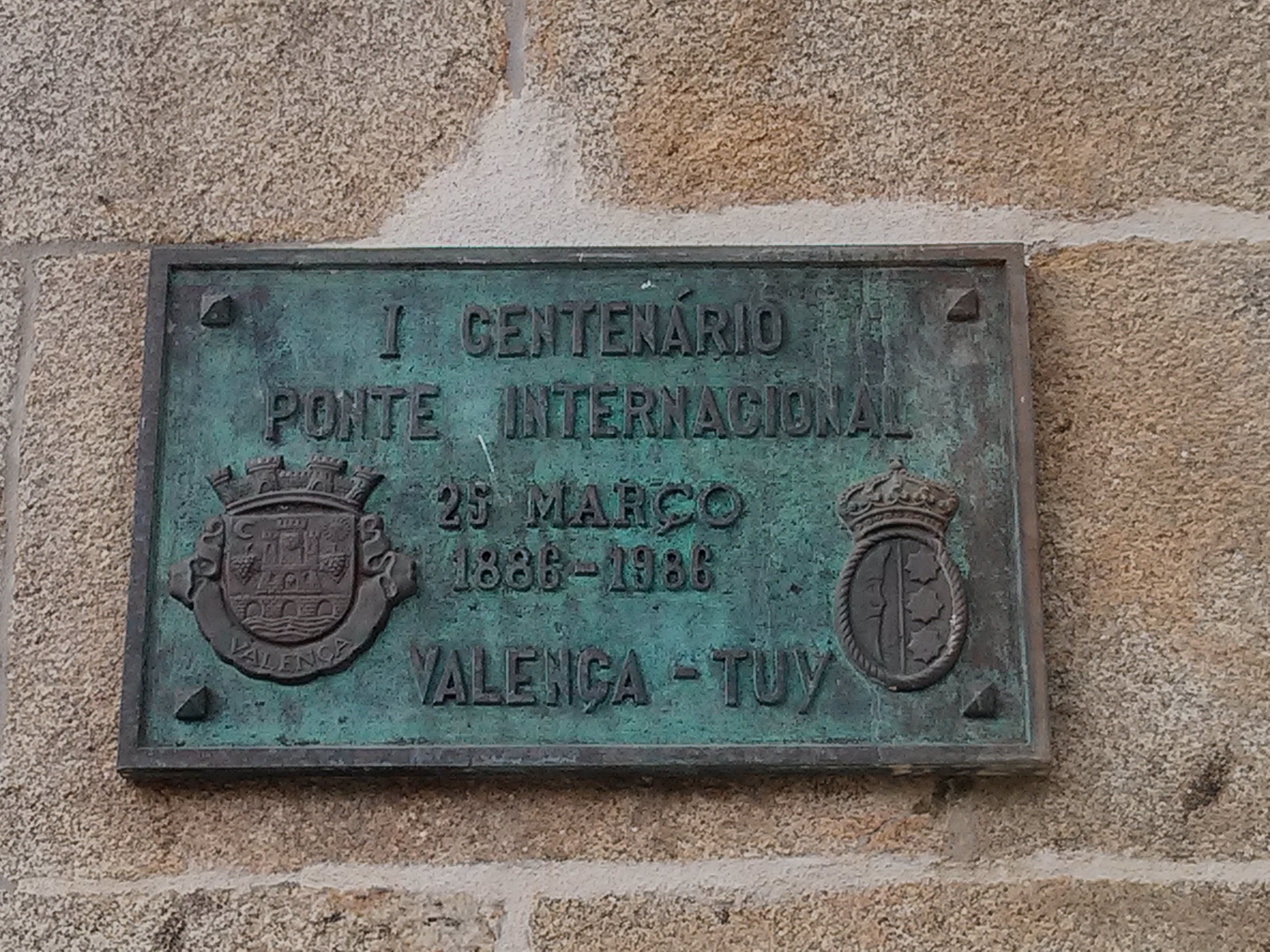
Gedenkplakette zum hundertjährigen Bestehen der Brücke 1986

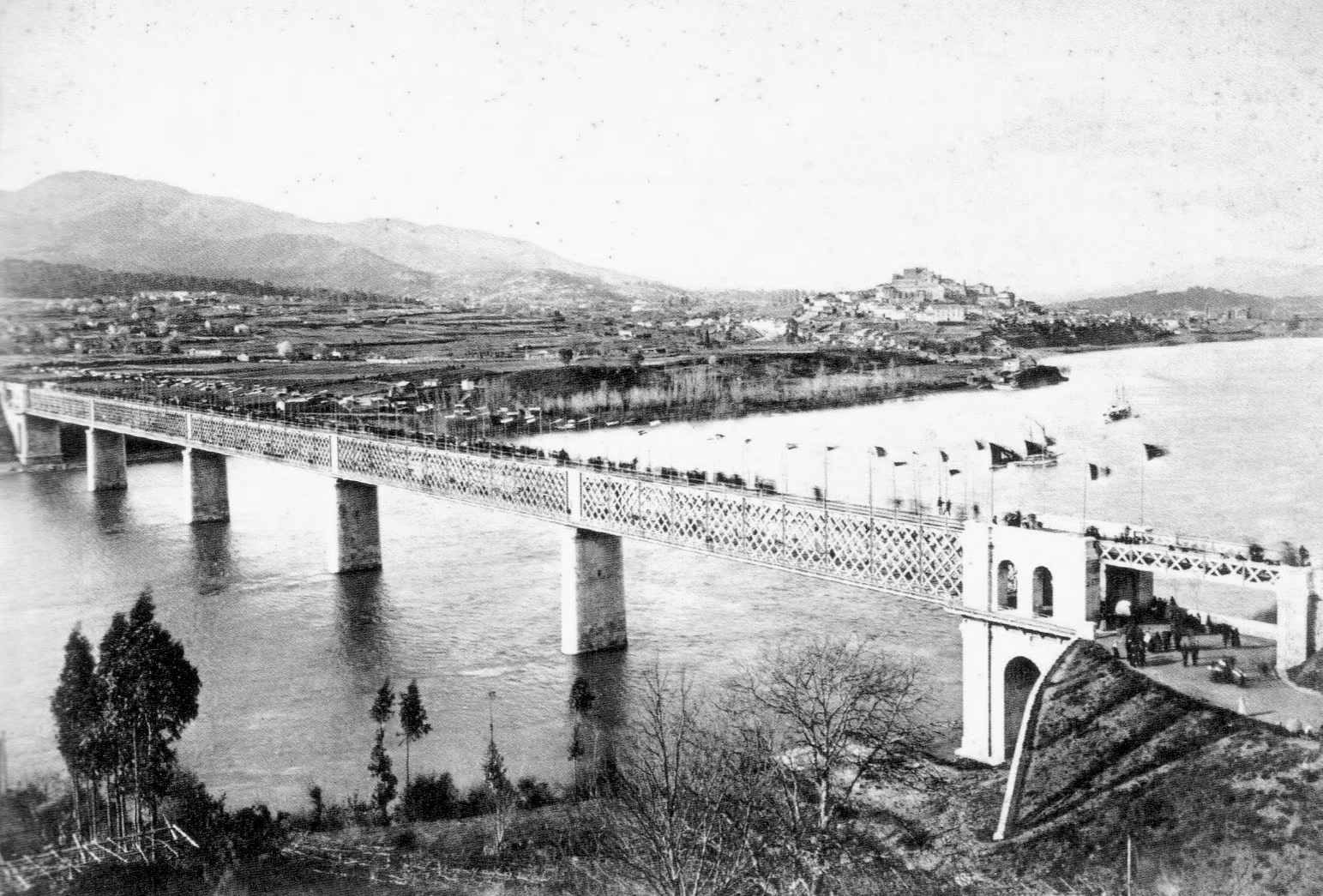
Einweihung der Brücke am 25. März 1886

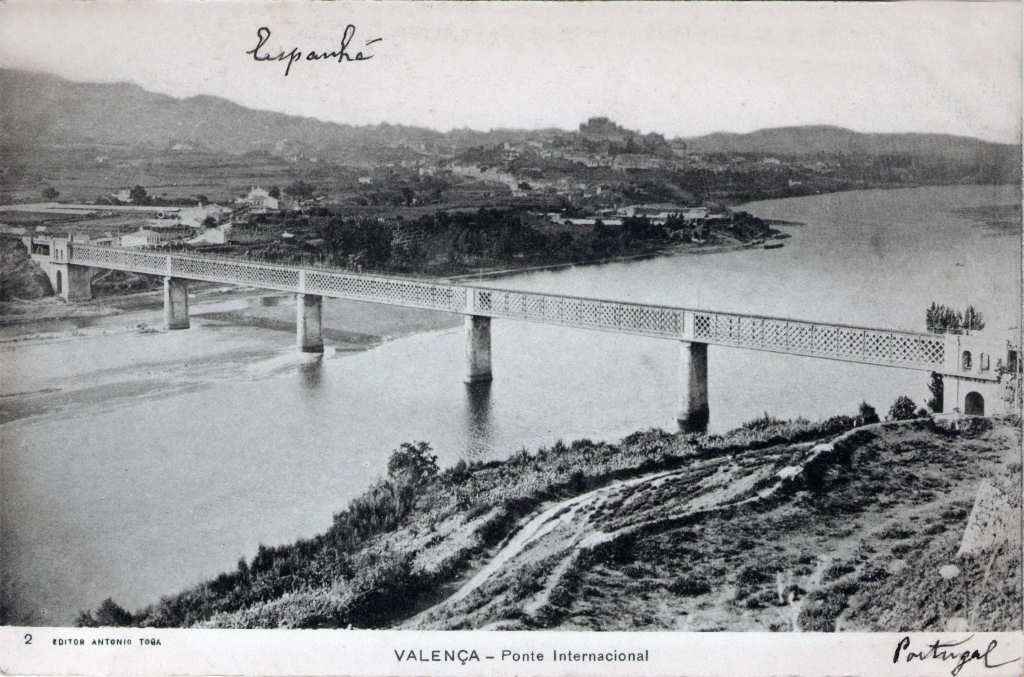
Postkarte der Brücke (um 1900)

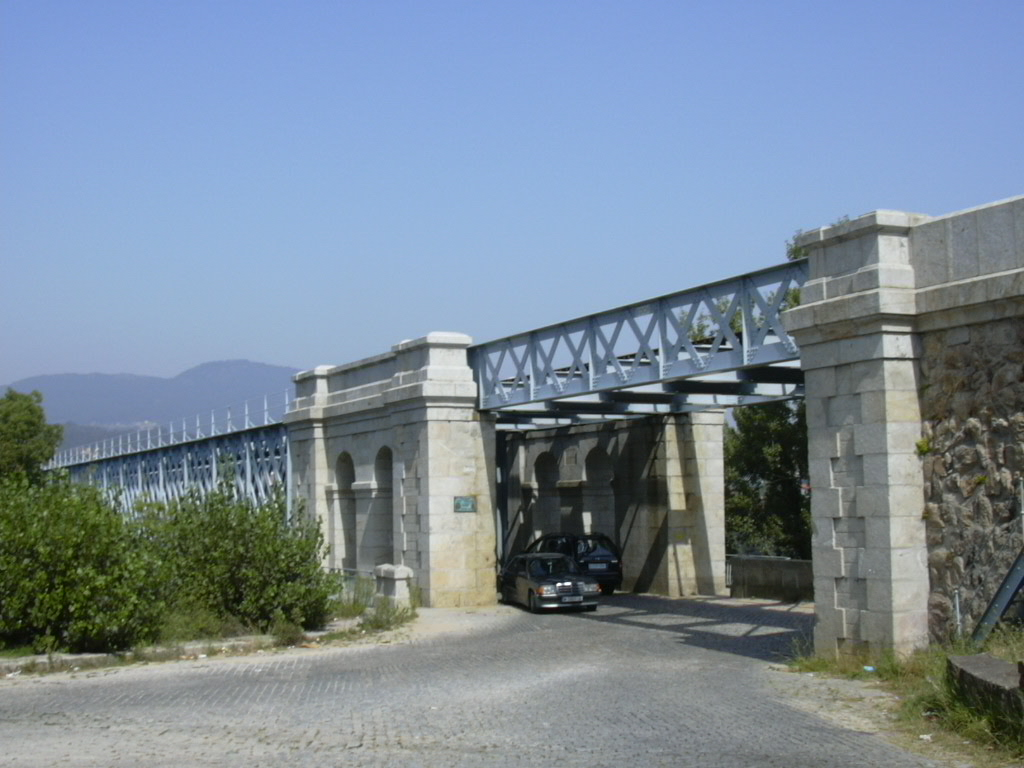
Zufahrt zur Brücke auf der portugiesischen Seite

Die ersten Vorschläge für einen Eisenbahnverbindung zwischen Portugal und Galicien stammen aus dem Jahr 1856. Der portugiesische König D. Pedro V. favorisierte den Bau einer Eisenbahnstrecke nach Vigo (über Porto), da so die Fahrt nach Frankreich kürzer wäre als über den traditionellen Weg von Badajoz. 1867 stellte die portugiesische Regierung verschiedene Vorschläge für eine Eisenbahnstrecke nach Galicien vor. Die Bauarbeiten für die letztendlich entschiedene Streckenvariante über Viana do Castelo begannen 1872, der Streckenabschnitt der Linha do Minho genannten Bahnstrecke nach Valença wurde am 6. August 1882 eröffnet. Die Strecke auf der spanischen Seite, zwischen Tui und Vigo, war am 17. März 1878 in Betrieb gegangen.
Die portugiesische und die spanische Regierung verständigten sich 1880 auf das gemeinsame Projekt, das 1881 gemeinsam beschlossen wurde. Der öffentliche Wettbewerb begann am 30. Juli 1881, an dem sich insgesamt sieben Bewerber mit zehn Vorschlägen beteiligten, darunter auch Gustave Eiffel, die Société de Construction et des Ateliers de Willebroeck (Belgien) und die Société Anonyme des Hauts Fourneaux, Usines et Charbonages de Sclessian (ebenso Belgien). Die portugiesisch-spanische Kommission entschied sich für den Entwurf des Architekten Pelayo Mancebo y Ágreda, die Ausführung der Bauarbeiten gewann die Société Anonyme de Construction et Entreprise de Travaux Publics aus Braine-le-Comte (Belgien).
Die Bauarbeiten für die Brückenkonstruktion begannen im Jahr 1882, gleichermaßen finanziert durch beide Regierungen. Die Kosten beliefen sich laut Quellen auf 1.259.143 spanische Peseten (236.718$884 portugiesische Escudos), davon übernahm die portugiesische Regierungen 621.708,14 Peseten (116.881$130 Escudos), 637.434,86 Peseten (119.837$754) die spanische Regierung. Die Brücke konnte im April 1884 bereits weitestgehend fertiggestellt werden, das spanische und das portugiesische Schienennetz wurde im August des gleichen Jahres über die Brücke verbunden. Im Februar 1885 verabschiedeten beide Regierungen einen gemeinsamen Vertrag über die zukünftige Instandhaltung der Brücke. Die feierliche Eröffnung fand am 25. März 1886 statt. Zur Eröffnung fuhr ein mit den beiden Landesflaggen geschmückter Zug von Valença nach Tui.
In den folgenden Jahrzehnten ändert sich relativ wenig an der Brücke, wobei seit 1884 der Caminho Português des Jakobsweges über die Brücke führt. 1970 überprüfte der portugiesische Ingenieur Edgar Cardoso die Konstruktion und stellte einen dringenden Sanierungsbedarf fest, die daraufhin seitens der spanischen Regierung durchgeführt wurde. Eine erneute komplette Sanierung der Brücke begann 1997. 2001/2002 erneuerten die beiden für die jeweiligen Schienennetze verantwortliche Staatsunternehmen Refer (Portugal) und Renfe (Spanien) die Schienen und den Unterbau, um die Höchstgeschwindigkeit von 10 auf 90 km/h sowie die Traglast von 1550 auf 2400 Tonnen zu erhöhen. Weitere Sanierungsmaßnahmen fanden 2011 statt.
Anlässlich des hundertjährigen Bestehens der Brücke im Jahr 1986 sind an beiden Enden der Brücke Gedenkplaketten angebracht worden. Seit dem Inkrafttreten des Schengener Abkommens im Jahr 1995 verloren die an beiden Enden der Brücke befindlichen Grenzgebäude ihre ursprüngliche Funktion. Während auf spanischer Seite die örtliche Polizei einzog, steht das portugiesische Gebäude bis heute leer.